# Filistos z Syrakuz
Filistos z Syrakuz (V/IV wiek p.n.e.) grecki historyk urodzony na Sycylii, prawdopodobnie był synem Archomenidesa. Popadł w konflikt z Dionizjosem Starszym, w wyniku czego został skazany na wygnanie (386 p.n.e.). Udał się do Epiru, skąd powrócił dopiero na wezwanie kolejnego władcy Syrakuz - Dionizjosa Młodszego. Zginął w 356 p.n.e. Prawdopodobnie poległ w bitwie morskiej jako dowódca floty Dionizjusza walczącego z Dionem lub został zamordowany. Autor Sikelika, historii Sycylii spisanej w 13 księgach. Zawarł w niej historię wyspy od czasów najdawniejszych do panowania Dionizjosa II.